# Fabricio Silva
Fabricio Silva, vollständiger Name Fabricio Silva Jorge, (* 5. April 1990 in Carmelo) ist ein uruguayischer Fußballspieler.

## Karriere
Der 1,82 Meter große Defensivakteur Silva steht seit der Spielzeit 2011/12 im Kader des in Montevideo beheimateten Erstligisten Centro Atlético Fénix. In jener und der nachfolgenden Saison bestritt er jeweils eine Partie in der Primera División. 2013/14 lief er fünfmal in der höchsten uruguayischen Spielklasse auf. Ein Pflichtspieltor erzielte er bis dahin nicht. In der Spielzeit 2014/15 wurde er 16-mal (kein Tor) in der Primera División eingesetzt. Es folgten während der Saison 2015/16 elf weitere Erstligaeinsätze (ein Tor). Anfang Juli 2016 wechselte er zum Alianza FC. Für den Klub aus El Salvador bestritt er bislang (Stand: 12. September 2016) sechs Ligaspiele (kein Tor) und zwei Partien (kein Tor) in der CONCACAF Champions League.